# Lyons Switch
Lyons Switch es un lugar designado por el censo ubicado en el condado de Adair en el estado estadounidense de Oklahoma. En el Censo de 2010 tenía una población de 288 habitantes y una densidad poblacional de 20,67 personas por km².

## Geografía
Lyons Switch se encuentra ubicado en las coordenadas 35°47′20″N 94°41′7″O / 35.78889, -94.68528. Según la Oficina del Censo de los Estados Unidos, Lyons Switch tiene una superficie total de 22.43 km², de la cual 21.57 km² corresponden a tierra firme y (3.8%) 0.85 km² es agua.

## Demografía
Según el censo de 2010, había 288 personas residiendo en Lyons Switch. La densidad de población era de 20,67 hab./km². De los 288 habitantes, Lyons Switch estaba compuesto por el 42.71% blancos, el 0% eran afroamericanos, el 38.89% eran amerindios, el 0% eran asiáticos, el 0% eran isleños del Pacífico, el 7.29% eran de otras razas y el 11.11% pertenecían a dos o más razas. Del total de la población el 8.68% eran hispanos o latinos de cualquier raza.